# Malena Kuss
Malena Kuss (Córdoba 11 de agosto de 1940) es una destacada musicóloga argentina, ganadora del Premio Konex de Platino 2009.

## Trayectoria profesional
Kuss estudió música con el compositor Alberto Ginastera. Hizo su doctorado en Musicología en la Universidad de California en Los Estados Unidos.
Kuss es una musicóloga especialista en las óperas de compositores argentinos. Ha publicado numerosos trabajos sobre música del siglo XX en varios países de Latinoamérica, Norteamérica, Europa y Australia.
Kuss es Profesora Emérita de Musicología de la Universidad de North Texas, en Denton, Estados Unidos.
Es la Presidenta del jurado del Premio Stevenson otorgado por la American Musicological Society. 
Es la Directora del proyecto The Universe of Music.
Era miembro del Directorio de la Sociedad Internacional de Musicología.

He dedicado gran parte de mi vida a estudiar la música latinoamericana y hay que tomar una actitud crítica hacia el discurso y el modelo establecidos sobre América latina porque los hemos heredado de Europa y luego de los Estados Unidos.

Es una musicóloga reconocida internacionalmente que se especializa en música latinoamericana. Fue editora asociada de Libraries, History, Diplomacy, and the Performing Arts: Essays in Honor of Carleton Sprague Smith (1991), en la que trabajó desde 1984 hasta 1988. Kuss era amiga de Carleton Sprague Smith desde 1961 hasta su muerte. en 1994.

## Premios y reconocimientos
Premio Konex de Platino 2009: Musicólogo.

## Obras
- Music in Latin America and the Caribbean: an encyclopedic history, Austin, University of Texas Press, 2004, ISBN  9780292702981.[4]
- Latin American music in contemporary reference sources: a study session, Paramount, California, Academy Print. and Pub. Co., ©1976, OCLC 4326054.[5]